# Distretto di Cagaannuur (Bajan-Ôlgij)
Il distretto di Cagaannuur è uno dei quattordici distretti (sum) in cui è suddivisa la provincia del Bajan-Ôlgij, in Mongolia. Conta una popolazione di 1.473 abitanti (censimento 2009). 